# Badenhard
Badenhard är en kommun och ort i Rhein-Hunsrück-Kreis i förbundslandet Rheinland-Pfalz i Tyskland.
Kommunen ingår i kommunalförbundet Verbandsgemeinde Hunsrück-Mittelrhein tillsammans med ytterligare 32 kommuner.